# 任昂
任昂，字伯顒，河陰（今河南鄭州）人。元朝進士，明朝初期政治人物。
元朝至元年間中進士，后任知寧晉縣，沒有赴任。明洪武年間，任命為襄垣訓導，升任御史。洪武十五年，升任禮部尚書。與曹國公李文忠、大學士宋訥等負責國子監十五。制定祭祀禮儀等，后辭職回鄉。